# 伪科学
伪科学（英語：pseudoscience），又称假科學、壞科學、疑似科学，是指任何经宣称为科学，或描述方式看起来像科学，但实际上并不符合科学方法基本要求的知识、缺乏支持证据，经不起可信性测试，或缺乏科学形式的理论以及科學化的研究方式，或者只是傳統、習俗、世俗信仰或宗教信仰。伪科学常常使用模糊、自相矛盾、夸张或无法证明的主张，过度依赖确认而不是严格的反驳，缺乏其它专家的公开确认，同時缺乏系统化、理性化的理论过程。
当某一领域、实践、或知识自称符合科学研究的规范，却无法达标时，就可以被称作伪科学。科学与启示、神学或灵性不同，因为它是通过经验和实验来探究物理世界的。大众的普及科学也可能无法达到科学标准。“普及科学”可能介于科学和伪科学，是因为它可能包含科幻小说。伪科学可能会泛滥，甚至可以出自公立学校的科学教师和新闻报道人之口。科学与伪科学的定性问题可能会卷入政治、哲学和科学争议。将科学从伪科学中分辨出来意味着影响医疗卫生、专家作证、环境政策、以及科学教育。将科学元素和理论从伪科学中剥离出来，如占星术、庸医、以及神秘学等，是科学教育和科学素养的一部分。
此用词带有贬义，将某一对象指为伪科学，会将其贴上不正确或伪装成科学的标签。也因此，被指控者通常拒绝承认这样的称呼。

## 语源
英语词汇「pseudoscience」源自拉丁字根「pseudo」，即假的，和英语词汇「science」，即科学。虽然在十八世纪末该词汇已经开始使用（在1796年用以指代炼金术），但直到十九世纪中叶，伪科学作为有别与真实或合理科学的概念才出现。“伪科学”首次正式使用出现在1844年的《北方医学杂志》的I 387：“那种发明声称是一种科学，其实不過是伪科学，有所谓的因素，以错误的方式相互连接，掩藏在什么理论之下。”伪科学一词最早的使用纪录出现于1843年，使用者是法国哲学家弗朗索瓦·马让迪（François Magendie）。在二十世纪，该词用以指代假冒科学身份的行为。随着时间的推移，词汇的使用变得更加正式、技术化，并对有社会地位、文化影响的个人或机构形成了明显威胁。

## 总览

### 科学方法论

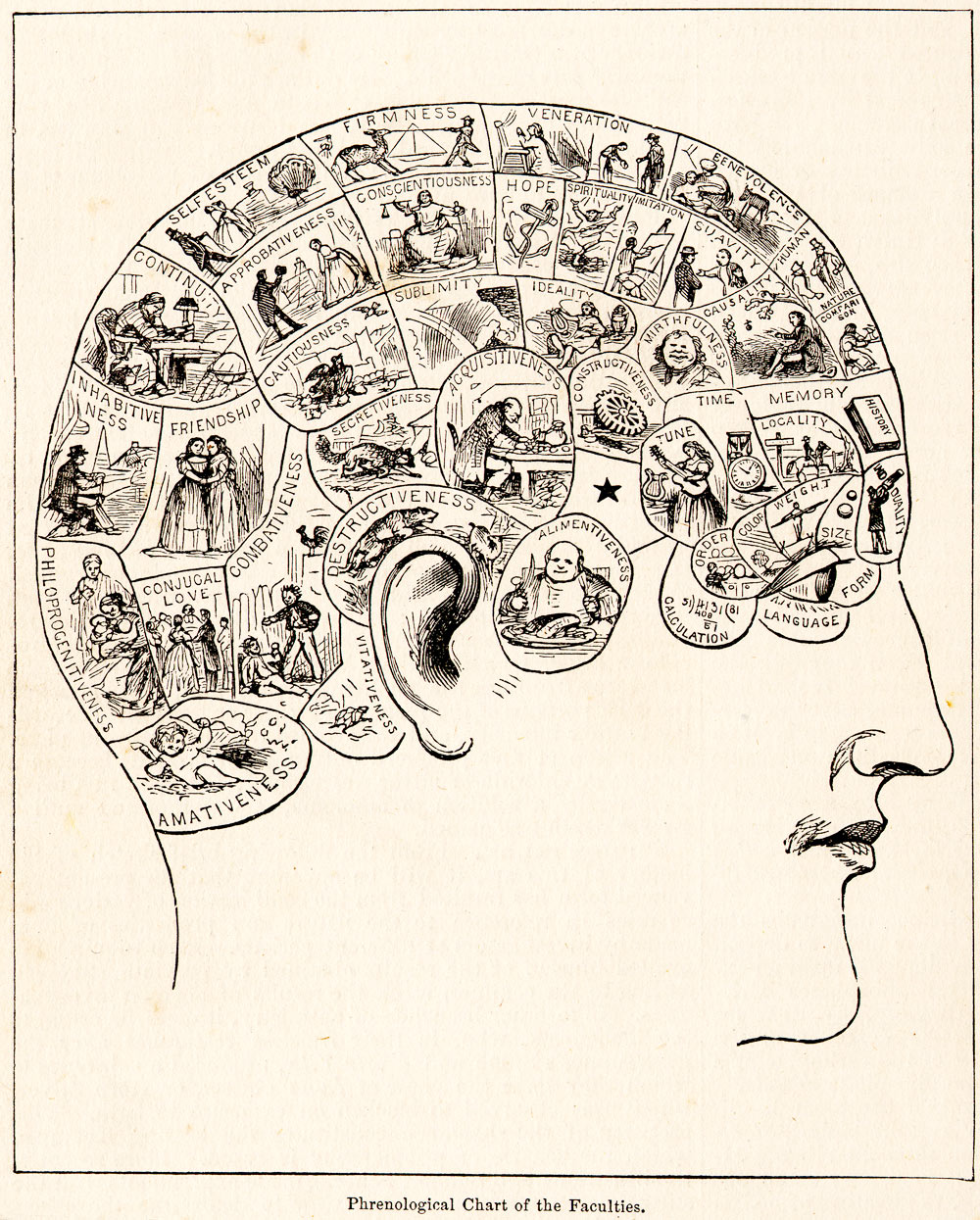
典型的十九世纪颅相学挂图：在1820年代，颅相学家声称意志可以存在于大脑的各个部位。他们对人格特征的阅读在之后被证伪。1843年，颅相学第一个被定为伪科学。

虽然用以证明某一知识体系、方法论、或实践时科学的标准千差万别，但基本理论是一致的。其基本观点是所有的科学结果必须是可重复的，并可由他人进行验证。这些原则旨在保证实验可以在同等条件下重复，以證明造成某一现象的假说或理论是有效並可靠的。标准要求自始至终贯彻科学凡事，误差应得到控制，或通过随机性、适当例样、双盲研究或其它方式来消除。得到的所有数据，包括实验和环境状况都应备案，以便同行评审，允许更进一步的实验研究来证明或证伪。统计量化的显著性差异、置信区间、误差范围都是重要的科学研究工具。

### 可证伪性
到了二十世纪中叶，卡尔·波普尔将可证伪性视为科学和伪科学的标准。可证伪性意味着结果可以被证伪。例如，论断“上帝创造了宇宙”可以是真的、也可以是假的，但没有相应的实验可以被构架起来；它干脆被列在科学范畴之外。波普尔使用占星术来作为伪科学的例子，用相对论来作为科学的例子。他进而将非科学分为哲学、数学、玄学、宗教，并将伪科学区分开来，然而他并没有清晰地提供明确的评判标准。

### 莫顿规范
1942年，罗伯特·金·莫顿列出了一些“标准”以辨析什么才是“真”科学。如果有一条标准被违反了，莫顿就认为它是非科学。这并没有获得科学界的广泛接受。他的标准是：
- 原創性：实验和研究必须为科学界提供一些新的东西。
- 分离性：科学家从事这项科学的理由应该是增加知识。科学家不应该有个人理由，期待某种结果。
- 普遍性：无人可以更加轻易地获得信息。社会阶级、宗教、种族或个人因素不是人们获取或从事某种科学的因素。
- 怀疑论：科学因素不能基于信仰。人们应该持续质疑所有的案例、辩题，持续地检查误差和无效假说。
- 公共可及性：任何科学都是向所有人公开的。所有的科学研究都应公开，在科学界共享。[24]

### 拒绝承认问题
1978年，保罗·萨卡德（Thagard）提出伪科学区别于科学在于较之代替理论来说，伪科学长期没有进步，而他的支持者不能认清理论中存在的问题。1983年，马里奥·邦基（Bunge）提出了“信仰领域”和“研究领域”来帮助划分伪科学和科学，前者主要是个人的、主观的，而后者则有许多系统化的过程。

### 批评
科学哲学家，如保罗·费耶阿本德，辩称在科学和非科学之间做明确的划分是不可能、也是理想的。在这个问题上，划分界限之所以困难是由于科学理论和方法论在新数据影响下不断进化的缘故。除此之外，适用于一种领域标准可能不适用于另一领域。
拉里·劳登（Larry Laudan）认为伪科学没有科学含义，不过是抒发感情而已：“如果我们起来数数理由，我们应该将‘伪科学’和‘不科学’等词汇踢出去；除了做感情工作以外，它们不过是些空话。”同样，《怀疑者》的理查德·麦克纳利（McNally）称：“词汇‘伪科学’已经成了煽动性的流行词汇，是在媒体上攻击对手用的”，“每当补品商人们为自己的发明做广告时，我们没必要花时间来确认他们的发明是否在伪科学上达标。其实，我们应该干脆点：你怎么知道你的发明能转得起来？你的证据何在？”

### 使用誤導語言
- 創建一些聽起來科學的術語，來說服非相關科學領域人士相信。
  - 例如，在一氧化二氢恶作剧中，便示範了一種將水描述成化學物質，並且信服了民眾一氧化二氫的危害和陰謀。
- 以特殊的方式使用既定術語，從而表現出對該主流學科領域不熟悉。

## 历史
伪科学历史是对各个时代伪科学理论的研究。伪科学是一套自称科学的思想，但却无法达到相应的标准。正当科学和伪科学有时难以区分。一个划分界限的方式是来自哲学家卡尔·波普尔可证伪性。在科学史和“伪科学史”上，两者是难以区分的，因为有的科学是从伪科学中剥离出来的。一个例子是化学、它来自炼金术這一種偽科學。
伪科学的多样性将科学史复杂化。现代伪科学，如占星术（星座占卜）就出现在科学时代之前。其它则产生于意识形态，如李森科主义是以回应对意识形态的挑战。而创世科学和智能设计则是对进化论科学的回应。
虽然无法达到正当科学的标准，许多伪科学幸存了下来。这常常是由于信徒综合症的固执、拒绝接受科学对其信仰的批判，或是出于盛行的迷思概念。人气过旺也是一个因素，例如占星术（星座占卜）虽然被绝大多数科学家所弃绝，但依然極其盛行。

## 识别
一个领域、实践或知识体系如果自称是科学的，但无法到达相应的标准和规范时，就可以被称之为伪科学。
由于实证方式是归纳性的，是基于观察或实验的，所以卡尔·波普尔称使用这种方式将科学从伪科学或玄学中分辨出来是困难的。他提出了一种辨析方式，以区分实证式、非实证式、或伪实证式。这种方式在占星术上成为典型，后者自称是来自观察和实验性的。然而占星术的实证研究是基于对天宫图和传记的观察得出的，这使得它在科学研究的标准上判了死刑。波普尔提出可证伪性是区分科学和伪科学的关键标准。
波普尔进而举例，给出了两个人类行为的案例和弗洛伊德、阿德勒理论的相应解释：“有人将孩子推入水中，想把他淹死；另一人牺牲自己的生命来拯救他。”从弗洛伊德的观点来看，第一个人心理压抑，可能是源于恋母情结，而第二个人则是心理升华。从阿德勒的角度来看，第一个人和第二个人都是心理自卑，用犯罪或救人来证明自己。波普尔无法找到解释这种理论的反例。他辩称当这种观察若总是符合理论的话，与其是将理论强化，不如说是理论的软肋。
相反，波普尔给出了爱因斯坦的引力理论，该理论预测“光被大质量物体（如太阳）所吸引，正如有质量的物体相互吸引一样。”据此，离太阳近的恒星会看起来离太阳远了一点，彼此相离。这个预测令波普尔感到震惊，因为它十分大胆冒险。太阳的光芒使得这种效用难以在正常情况下观察到，所以照片必须在日蚀时拍摄，并与夜间的照片进行对比。波普尔称：“如果观察不支持所预测的结果，那么这一理论就挂了。”由此，波普尔得出他的标准——科学理论的标准在于它的可证伪性、可反驳性、或可测试性。
保罗·萨卡德使用占星术作为案例来区分科学和伪科学，并提出相应的理论标准。首先，自托勒密之后，占星术就没有升级更新，也没有加入新的解释。第二，它对天文学上的重大问题，如岁差态度无视。第三，代替理论，如人格及行为论进展迅猛，对占星术中天命的现象提供了解释。第四，占星者们对理论中存在的问题毫无兴趣，也对理论之间的评析毫不在乎。萨卡德意在将这个标准延生出占星术之外。他相信着会区分伪科学实践，如巫术、金字塔解密，将物理学、化学、生物学留在正统科学当中。生理节律和占星术一样，依据出生日期来作出判断，但在当时不属于伪科学，因为对类似现象没有可代替它的解释。这种标准导致某一理论在一个时期是屬於科学的、另一时期卻又成了伪科学。
许多大众科学中的共识和论断可能在科学上不达标。“流行”科学可能会混淆科学和伪科学的界限，特别是科幻文学会误导大众。诚然，大众科学可能来自个人经历，不符合科学方法论或专家的同行评审。
如果某一领域的主张可以通过实验的检验、在方法论上站得住脚，就不是“伪科学”，但会是很奇怪的、很令人惊奇、很违反直觉的。如果某一主张无法通过实验的检验、不符合经典理论，但其方法论却十分理想，就应该谨慎处理；科学中的假说可能会被证伪。由此，这类事务应该更加准确地定位“尚未被接受”。原科学是指某一假说尚未完全通过科学方式的检验，但却与现有科学有相符合的地方，或即便不符合，也给出了不符合的理由。它可以被形容为从某一实践知识向科学领域的转化。

### 概念
罗伯特·T·卡罗尔（Carroll）称：“伪科学家声称他们的理论是建立在实证基础之上的，甚至使用了一些科学方式，但他们对核对实验知之甚少。许多伪科学家期望结果与他们所预期的相符，但他们没有注意到这种符合性不能证明任何东西。结果符合理论是必要条件，但不是充分条件。”2006年，国家科学基金会（NSF）发布了一份科学和工程的总结性论文，讨论了现代社会泛滥的伪科学问题。这种伪科学反应了对科学运作的无知。科学界或许会对此作出回应，以惊醒大众注意那些未经证实的主张。
如下是关于可能是伪科学的一些提示：

### 使用模糊、夸大或无法验证的论断
- 自称是科学的，但含糊不清，缺乏具体的度量衡。[44]
- 无法使用操作定义（例如，外人也可以检验的通用变量、属于、或对象）[45]
- 无法满足简约原则，即当众多变量出现时，无法从最简约的方式求得答案。[46]
- 使用暧昧模糊的语言，大量使用技术术语来使得文章看起来像是科学的。
- 缺乏边界条件：严谨的科学理论在限定范围上定义清晰，明确指出预测现象在何时何地适用，何时何地不适用。[47]
- 缺乏有效的对照实验，如安慰剂和双盲实验设计。
- 缺乏对经典物理和工程的基本理解。[48]

### 过度依赖证明而不是证伪
- 论断不允许逻辑上存在被观察和物理实验推翻的可能。（参见：可证伪性）[49]
- 论断所主张的理论没有可观测到的结果[50]对无法获得预测结果的科学主张说好听了是“推测”，说难听了是“伪科学”。（例如：歪曲论题）[51]
- 论断主张没有证伪的就是证明，或是没有证明的就是证伪（参见：诉诸无知）[52]
- 过于依赖证言、轶事证据、个人经历：这些证据可以为发现提供有利的资源（例如，生成假说），但不足以被用于证明（例如：假设检验）。[53]
- 所举证的数据似乎可以支持某一理论，但与之相反的数据被打压、被屏蔽。[54]这就是选择性偏差，对证据或数据收集上的扭曲。它也可以被称作选择效应。
- 颠倒举证责任：在科学上，证明的责任是由论断主张者承担的，而不是批评人。“伪科学”论断可能会忽略这一条，要求质疑者给予超过合理范围之内的反证（例如，对小说治疗技术的功效）。事实上，将方方面面完全证伪是根本不可能的，所以这种策略将不合理的举证负担转嫁给了质疑者，而不是主张者身上。[55]
- 倾向于整全观、反对还原论：伪科学主张的支持者，特别是有机医学、替代医学、物理疗法、心理健康，常常诉诸“整全观”来拒绝负面发现。[56]

### 缺乏开放性，不便其他专家验证
- 在结果宣传上逃避同行评审：[57]就思想的支持者而言，有的否认现行的科学理论与他们的观点存在矛盾，回避同行评审；有时则称同行评审歧视现有的范例；有时则称现有的科学方式或标准无法对结果做出检验。这些支持者都放弃了同行给出的校对机会，逃避检查。[58]
- 有的机构、院校或刊物要求作者分享数据，以便同行可以独立检查。无法提供数据的都被判定为缺乏公开性。[59]
- 当对数据、方法论进行独立检查时，要求保护隐私或知识产权。[59]

### 訴諸情感及傳統
偽科學其中一個特徵，就是訴諸傳統及情感，以博取支持。例如不信中醫是「數典忘祖」、不信風水是「拋棄老祖宗的智慧」等。

### 宗教、神學、神秘學、及超自然現象
超自然現象不屬目前的科學範疇，也不是偽科學。不過，把一些本來屬於宗教、神學、神秘學、及超自然現象的學說包裝成科學，或聲稱這些超自然理論很科學，則屬典型的偽科學學說之一。科学与启示、神学、灵性的不同之处在于它是通过实证研究和实验来探究物理世界的。出于这个原因，把本來是屬於宗教及神學概念，以大量科學概念及科學術語包裝成科學理論或科學定論，如创世科学和智能设计論，往往被科学界严厉谴责。最大的争议在于生物的进化，共同始祖、地球历史、太阳系的形成，以及宇宙的起源。
如果，某一信仰系统只是认为自己是出自神灵或某種启示，但不自称是科学，并且不颠覆经典科学，就不能算为伪科学而是神學。但是於此同時，諸如山達基、基督科學、美國摩爾人科學聖殿、幸福科學等新興宗教則大量采用“自我科學化”的手段來招徠信徒。
一些宗教性的论断，例如使用祷告来治病，本來屬於宗教及神學而不屬科學。如果只是聲稱出於神的醫治或超自然力量的醫治，則不完全屬於偽科學。但如果該宗教聲稱該“治療”或“理論”可以用科学方式来检验，而它可能是基于无法检验的信仰，便屬於偽科學了。
超心理學作為當時人的主觀經驗或心理現象，一般沒有受到科學界的質疑。不過，如果認為超心理學作為超自然的證據，則往往備受科學家質疑其可靠性及科學性。超心理學的現象，例如瀕死經驗、通靈、靈魂出體、前世回溯等現象，科學界普遍認為大多數是大腦作崇或心理作用、少部分是騙局。如果把超心理學現象視為有效的科學證據來證明有關超自然力量的存在並以科學方式來教育大眾，也屬偽科學。

### 缺乏进步
- 在主张的证据上缺乏深层次的进步[64]特伦斯·海恩斯（Terence Hines）发现作为一门学科，占星术在过去的两千年中没有任何进步。[65]
- 缺乏自省：科学研究会犯错误，但是会随着时间推移自我更正。[66]但是，伪科学思想却不会这样，因为他们面对自相矛盾的证据时不会自我修复。著作《科学家与科夫斯基》[67]探究了这些细节，包括托马斯·库恩的《科学革命结构》[68]也探讨了伪科学的特征。
- 实验结果的统计显著性不会随着时间提高精度，在显著性上打擦边球。通常，当实验技术改进或被重复时，结果会更加清晰。如果统计显著性不发生进步，这可能说明实验结果不过是碰巧的个案罢了。

### 科学问题个人化
- 束缚性的社会组织、独断专横、镇压异己、团体迷思会在缺乏理性基础的情况下强化已有的见解。为了试图证明自己是正确的，群体会将批评者视为敌人。[69]
- 通过宣称科学界在搞陰謀来镇压结果。[70]
- 攻击质疑者的动机或人格。（见诉诸人身）[71]

### 使用误导性的语言
- 使用表面上科学性的语言而让非专业人士相信其科学性。使用非常规的术语描述常规现象或事物。比如把水叫做一氧化二氢。又或是诉诸于某个崇高的说法，比如天然药物，另类医药常诉诸于所谓纯天然。
- 使用不恰當、不達意的表述方式或搬用現存的詞彙以作他用。

### 誤把軼事證據當成科學證據
軼事證據（英語：anecdotal evidence），是指一些證據，來自軼事或傳聞事件。一般來說，由於這些事件的樣本比較小，無法做到完善的科學實驗證明，達不到科學證據的標準，或達不到薩根標準的要求。軼事證據由於樣本較少，且難以重覆，因此一般不視作為經驗證據。軼事證據並非完全沒有任何科學價值，但因樣本太小，達不到科學證據的要求。例子包括前世記憶、宗教經驗等。如果有人把只有軼事證據支持的學說，宣傳成已有科學證據，或誤以為有科學證據的支持，即屬偽科學。

## 人口统计
卡尔·萨根在著作《魔鬼出没的世界》一书中称与世界一样，伪科学在美国泛滥成灾，并分析了它的原因、危险性、诊断和对策。在西班牙，另一名科学作家刘易斯·阿方佐·加梅斯（Luis Alfonso Gámez）揭批一名流行的伪科学家的主张后被告上了法庭。欧洲有很多人认为顺势疗法（34%）和星座（13%）是可靠的科学。在过去的几十年中，寻求替代医学的患者越来越多。研究表明，有严重疾病的患者，如癌症、慢性病、艾滋病都是替代医学的常客。
国家科学基金会称在美国，伪科学在二十世纪90年代泛滥、在2001年达到顶峰，随后有所下降但依然常见。根据报告，在社会上缺乏对伪科学问题的关注，而伪科学实践随后跟进。研究显示约有三分之一的美国成年人认为占星术是科学的。
在《大学科学教育》上，阿特·霍布森（Art Hobson）写道：“伪科学甚至在公立学校的科学教师和新闻编辑中广为流传，这与缺乏科学素养大有关系。”

## 解释
辛格和贝纳西（Singer and Benassi,1981）在报道中写道伪科学至少源自以下四方面：
- 个人经验的认知错误
- 大众媒体的错误报道
- 社会文化因素
- 缺乏或错误的科学教育

另一份美国研究（Eve and Dunn, 1990）支持了上述发现，认为伪科学在一定程度上来自高中生物/生命科学教师。

### 心理
伪科学思维可以用心理学和社会心理学来解释。人类倾向于追求认同而非否定（确认偏差），倾向于坚守令人舒服的见解，倾向于笼统概括；这是伪科学思维的缘由。根据贝尔耶斯汀（Beyerstein,1991）的观点，人类倾向于将类似的东西联系起来，常常导致错误的原因—结果分析。林德曼（Lindeman）称社会动机（例如，“理解自己和世界、控制结果、归属感、找到世间友爱和维持自尊”）用伪科学来满足比用科学方式“更加容易”。不但如此，伪科学解释通常缺乏分析理性，而是使用了经验。利用不同种类的规则，对比理性思维，经验思维认为如果解释是“关乎个人的、令人感到满足的、充分的”就会接受，它提供了个人对世界的见解而非科学的、或剔除了繁琐的事件和结果。
在我们的文化和思维里，人们似乎很难辨析科学和伪科学。主要原因是人们的感情寄托，希望世界就是他们所想的，这样可以自我安慰。很多古怪的信仰给予人们即时的满足感。即时满足感对于人们来说比解释复杂、多變的世界更加容易。大多数人们不满足于科学和世俗道德。从本性上来看，人类是倾向于寻求快感和满足的，常常乐意去追逐不现实的幻境。
就伪科学而言，心理学上的话就长了，有很多因果颠倒的错觉需要被理清。研究显示，如果书目、广告、证词等等，是基于伪科学的，那么获得这些信息或使许多人造成错觉。错觉并不偶然，在条件成熟的情况下，错觉可以系统性地持续出现。伪科学信徒们最常见的抱怨是科學與學術把他们当笨蛋耍。将现实世界的错觉最小化可不容易。因此，基於實證的教育設計，可以有效地帮助人们认清、减少他们的错觉。

## 划分界限
在科学哲学和科学史中，拉卡托什·伊姆雷强调了社会对划分界限问题的影响，以及对区分科学和伪科学常用方法所存在的问题。他对科学方法论独特的历史分析是根据研究项目得出的：“科学家认为成功的理论预测是意料之外的新奇 ——例如哈雷彗星的归来或引力扭曲光线 ——正如区分好的科学理论和伪科学、或失败的科学理论一样，所有的科学理论都永远面对这‘如海量一般的反例’。”拉卡托什提出了一个“新奇的可谬论分析方式，以牛顿的天体运行论为案例，这是[他]的方法论中最喜爱的历史典故”，并辩称，他回答了卡尔·波普尔和托马斯·库恩理论上的不足。“不管怎样，拉卡托什的确承认到库恩对波普尔历史批判的作用 ——所有重要的理论都被‘海量一般的反例’所环绕着，从可证伪性角度来讲必须立即将理论开除掉才对...拉卡托什试图调和波普尔可证伪性中的理性主义，因为似乎它自己被历史给否定掉了。”
许多哲学家都尝试解决划分界限问题：一个论断如果被许多人认可，就算为知识。但思想史却告诉我们很多人完全折服在谬论之下。如果信仰的力量是知识的里程碑，我们就得把有关鬼怪、天使、恶魔、以及天堂和地狱都算为知识了。从另一方面考虑，科学家对自己最优秀的理论都心存疑惑。牛顿理论是迄今为止最强大的科学理论了，但牛顿自己从不将自己的信仰放在两个物体彼此相互吸引上。因此，信仰对于它们是否成为知识毫无关系。诚然，科学行为的里程碑在一定程度上是怀疑主义，甚至包括对自己最真爱的理论。对某一理论盲目的崇拜不是知识上的道义：它是知识上的罪恶。
由此，尽管某一个论断十分‘可能’，所有人都相信它，但它也可能是伪科学的；即便论断难以置信、无人搭理，但它也可能极具科学价值。某一个理论可能极具科学价值，但无人理解，更别说相信之类的了。——拉卡托什·伊姆雷，《科学和伪科学》
科学和伪科学的界限是富有争议的，难以用分析方式确定，甚至在哲学家和各领域的科学家辩论了一个世纪，得出基本的科学方法论后，依然感到迷惑。伪科学概念在于将科学方法论误用、滥用与某种理论，但科学哲学家坚持不同的方法在不同领域和不同的历史时期是恰当的。根据拉卡托什的观点，伟大的科学进步的通常描述不是一个孤立的假说，而是“一种强大的解题机器，并在复杂的数学技术的帮助下，消化了异常现象，甚至将它们转化为积极的证据。”
对于波普尔而言，伪科学使用归纳法来生成理论，并仅仅将实验用来证明自己。对于波普尔而言，可证伪性是确认理论是否科学的标准。但从历史角度来看，库恩发现很多科学家并没有遵守波普尔的法则，除非问题很大，他们可能会无视数据证伪。对于库恩来说，在某一范式内进行解题就是科学。拉卡托什试图解决这个辩论，称历史表明科学发生自研究领域，依他们的进步程度而竞争。项目的指导思想可能会进化，在启发的驱动下进行预测，并获得证据的支持。费耶拉本德称拉卡托什在案例上具有选择性，在整个科学史上并没有统一的方法论，而硬给科学界提出一个规范会阻碍进步。——大卫·纽博尔德和茱莉亚·罗伯特，《就科学划分界限问题的分析和治疗性触摸的应用”，《国际护理杂志》
劳登则坚持在科学和非科学上划分界限是个伪命题，倾向于关注可靠和不可靠的知识。
[费耶拉本德]认为拉卡托什的观点是把无政府主义掩盖为方法论的理性主义。值得注意的是费耶拉本德的主张并不是标准化的方法论不应该弃绝，而是认为当进步出现时，它会被抛弃掉。在缺乏普遍认可的规范下，需要有一种替代的方式。根据费耶拉本德的观点，伽利略使用的使用的风格和修辞手法来使他的读者信服，他使用了意大利文而不是拉丁文，为已经倾向于接受观点的人做出辨析。——亚历山大·博德，《科学哲学的历史转折》

## 案例

### 商业
不法商人自创伪科学名词推銷产品。例如不少保健品声称含有的负离子，并非一般科学意義上带电荷的阴离子，而是日本商人杜撰的和製英語“マイナスイオン（Minus ion）”，實际上并不存在。曾经在中国大陆风靡的脑白金，在宣传中将药理作用仍有争议的褪黑素进行无限制的吹捧，并将其命名为脑白金，将分泌褪黑素的松果体命名为脑白金体，為求推销产品而误导公众。
此外还包括核酸保健品、酸鹼体质、排毒、水素水等众多案例。

### 政治
伪科学可能会被伪善的政客所利用，曲解或编造科学事实来支持政治立场。威尔士亲王因使用伪科学来说服世界接受预警原则，回避全球变暖的效应而被指责为气候变化怀疑者。人们在气候怀疑态度上给予许多注意力，并使用伪科学来拉选票。但他所坚持的“环境崩溃”的证据已经很明确了，不单单是不断上升的气温，而且在许多物种，如蜜蜂上都有显现。科学家们可能会利用科学发现来获得关注，政客、记者或国家的知识分子也可扭曲科学发现以获得短期的政治好处，例如社会权贵可以通过花言巧语来将原因和辅因子合并（例如，艾滋病的原因），此时的科学被用于促进愚昧而不是破除愚昧。这些都降低了科学在社会上的权威、价值、正直性和独立性。在美国，很多人缺乏科学素养，无法很好地理解科学原理或方法论。
1980年代以前，在一些国家，例如苏联在政治运动中，相对论、控制论、孟德尔-摩尔根遗传学、大爆炸理论等科学被称为“资产阶级伪科学”、“唯心主义伪科学”，来自苏联的真正伪科学理论（如李森科理论）却被作为“先进科学”大肆宣传。在这些国家，一些从事科学研究的政治投机分子常常以“伪科学”作为政治武器来打击异己。例如1940年代末至1950年代，苏联农业科学院院长李森科宣布孟德尔的遗传理论为伪科学。1951年，苏联科学院发动了对控制论以及共振论的批判，并将其宣布为“伪科学”。1948年，苏联反导弹系统创始人、苏联科学院通讯院士格雷戈里·基苏尼科的著作因“……书的正文中到处都是外国姓氏：麦克斯韦、赫兹、亥姆霍兹……”（苏联科学院学术委员会评语）而被取消评选斯大林奖金的资格。1951年，苏联高等教育部长卡夫塔诺夫向部长会议副主席伏罗希洛夫作的报告中曾经宣称“教科书中反映俄罗斯和苏联学者在发展物理学方面的作用非常不充分，书籍中充满外国科学家的名字……”。

### 健康与教育
分辨科学和伪科学对医疗、专家证词、环保政策、科学教育都有影响。头戴科学光环，但没有真实的科学实验，会对患者造成低效、昂贵、危险的结果，混淆医药供给者、保险人、政府决策者，为难公众。伪科学的主张会导致政府官员和教育者们在教材选用上作出错误的决定。
出于多种原因，科学家可能不愿意参与到反伪科学的运动当中。例如，伪科学的主张是非理性的，无法用理性来反驳，甚至与伪科学对话都是一种对它们的认可。伪科学正持续对我们的社会产生越来越多的威胁。从长远角度考虑，它们所产生的伤害是无法估量的。当公众對科学的认知下降时，伪科学的威胁性增加了，通过修订常规的科学课程来区别于伪科学，可以提升科学认知，同时消除其导致的误解和其需求趋势。
顺势疗法等伪科学虽然起初看起来是无害的，但却对江湖郎中大有吸引力。这会导致严重的问题，因为不称职的医师不应从事医疗卫生活动。迷信者比骗子可能后果更严重，因为他们有对于顺势疗法的意识形态的强烈情感。

## 脚注
1. ↑  Definition:
  - "A pretended or spurious science; a collection of related beliefs about the world mistakenly regarded as being based on scientific method or as having the status that scientific truths now have," Oxford English Dictionary, second edition 1989.
  - "Many writers on pseudoscience have emphasized that pseudoscience is non-science posing as science. The foremost modern classic on the subject (Gardner 1957) bears the title Fads and Fallacies in the Name of Science. According to Brian Baigrie（1988, 438）, '[w]hat is objectionable about these beliefs is that they masquerade as genuinely scientific ones.' These and many other authors assume that to be pseudoscientific, an activity or a teaching has to satisfy the following two criteria (Hansson 1996):（1）it is not scientific, and (2) its major proponents try to create the impression that it is scientific."Hansson 2008
  - '"claims presented so that they appear [to be] scientific even though they lack supporting evidence and plausibility"（p. 33）. In contrast, science is "a set of methods designed to describe and interpret observed and inferred phenomena, past or present, and aimed at building a testable body of knowledge open to rejection or confirmation"（p. 17）'Shermer 1997,（this was the definition adopted by Archive-It的存檔，存档日期2015-08-18 the National Science Foundation）.
2. ↑  "Pseudoscientific - pretending to be scientific, falsely represented as being scientific", from the Oxford American Dictionary, published by the Oxford English Dictionary.
3. ↑  "A pretended or spurious science; a collection of related beliefs about the world mistakenly regarded as being based on scientific method or as having the status that scientific truths now have.", from the Oxford English Dictionary Second Edition 1989.
4. ↑  For example, Hewitt et al. Conceptual Physical Science Addison Wesley; 3 edition（July 18, 2003）ISBN 978-0-321-05173-8, Bennett et al. The Cosmic Perspective 3e Addison Wesley; 3 edition（July 25, 2003）ISBN 978-0-8053-8738-4
5. ↑  See also, e.g., Gauch HG Jr. Scientific Method in Practice（2003）
6. 1 2 3  Cover JA, Curd M（Eds, 1998）Philosophy of Science: The Central Issues, 1–82.
7. 1 2  Stephen Jay Gould, "Nonoverlapping magisteria" （页面存档备份，存于）, Natural History, March, 1997.
8. 1 2 3  George Pendle, Popular Science Feature - When Science Fiction is Science Fact （页面存档备份，存于）.
9. 1 2  Art Hobson.  (PDF). Journal of College Science Teaching. 2011  [2014-01-07]. （原始内容 (PDF)存档于2011-08-24）.
10. 1 2 3 4 5  Lakatos, Imre. . The London School of Economics and Political Science, Dept of Philosophy, Logic and Scientific Method. 1973. （原始内容 (mp3)存档于25 July 2011）. . （原始内容存档于2011-07-28）.
11. 1 2  Hansson, Sven Ove. . Stanford Encyclopedia of Philosophy. Stanford University. September 3, 2008  [April 16, 2011]. （原始内容存档于2015-09-05）. From a practical point of view, the distinction is important for decision guidance in both private and public life. Since science is our most reliable source of knowledge in a wide variety of areas, we need to distinguish scientific knowledge from its look-alikes. Due to the high status of science in present-day society, attempts to exaggerate the scientific status of various claims, teachings, and products are common enough to make the demarcation issue pressing in many areas.
12. ↑  Hurd PD. . Science Education. June 1998, 82 (3): 407–416. doi:10.1002/(SICI)1098-237X(199806)82:3<407::AID-SCE6>3.0.CO;2-G.
13. ↑  However, from the "them vs. us" polarization that its usage engenders, the term may also have a positive function because "[the] derogatory labeling of others often includes an unstated self-definition "（p.266）; and, from this, the application of the term also implies "a unity of science, a privileged tree of knowledge or space from which the pseudoscience is excluded, and the user's right to belong is asserted "（p.286） -- Still A & Dryden W (2004) "The Social Psychology of "Pseudoscience": A Brief History", J Theory Social Behav 34:265-290
14. ↑  . 牛津英語詞典 (第三版). 牛津大學出版社. 2005-09 （英语）.
15. ↑  Andrews & Henry 1796，第87頁.
16. ↑  Northern Journal of Medicine
17. 1 2  Magendie, F（1843）An Elementary Treatise on Human Physiology. 5th Ed. Tr. John Revere. New York: Harper, p 150. Magendie refers to phrenology as "a pseudo-science of the present day"（note the hyphen）.
18. ↑  Still, A; Dryden, W. . J Theory Soc Behav. 2004, 34 (3): 265–290. doi:10.1111/j.0021-8308.2004.00248.x.
19. ↑  Bowler, Peter J.  3rd. University of California Press. 2003: 128. ISBN 0-520-23693-9.
20. ↑  e.g.  Gauch, Hugh G., Jr.（2003）, Scientific Method in Practice （页面存档备份，存于）, Cambridge University Press, ISBN 978-0-521-01708-4, 435 pages, 3–5 ff
21. ↑  Gauch (2003), 191 ff, especially Chapter 6, "Probability", and Chapter 7, "inductive Logic and Statistics"
22. ↑  Popper, KR (1959) "The Logic of Scientific Discovery". The German version is currently in print by Mohr Siebeck (ISBN 978-3-16-148410-0), the English one by Routledge publishers (ISBN 978-0-415-27844-7).
23. ↑  Karl R. Popper: Science: Conjectures and Refutations. （页面存档备份，存于） Conjectures and Refutations（1963）, p. 43–86;
24. ↑  Casti, John L.  1st. New York: Avon Books. 1990: 51–52. ISBN 0-380-71165-6.
25. ↑  Paul R. Thagard "Why Astrology is a Pseudoscience （页面存档备份，存于）" in PSA: Proceedings of the Biennial Meeting of the Philosophy of Science Association, Vol. 1978, Volume One: Contributed Papers (1978), pp. 223–234, The University of Chicago Press on behalf of the Philosophy of Science Association 223 ff.
26. ↑  Bunge M (1983) "Demarcating science from pseudoscience" Fundamenta Scientiae 3:369-388
27. ↑  Feyerabend, P.（1975）Against Method: Outline of an Anarchistic Theory of Knowledge ISBN 978-0-86091-646-8 Table of contents and final chapter （页面存档备份，存于）.
28. ↑  Gauch, H.G. . Cambridge University Press. 2003: 88  [2014-01-05]. ISBN 9780521017084. LCCN 2002022271. （原始内容存档于2016-05-15）. A particularly radical reinterpretation of science comes from Paul Feyerabend, "the worst enemy of science"... Like Lakatos, Feyerabend was also a student under Popper. In an interview with Feyerabend in Science, [he says] "Equal weight... should be given to competing avenues of knowledge such as astrology, acupunture, and witchcraft..."
29. ↑  Thagard PR (1978) "Why astrology is a pseudoscience"（1978）In PSA 1978, Volume 1, ed. Asquith PD and Hacking I（East Lansing: Philosophy of Science Association, 1978）223 ff. Thagard writes, at 227, 228: "We can now propose the following principle of demarcation: A theory or discipline which purports to be scientific is pseudoscientific if and only if: it has been less progressive than alternative theories over a long period of time, and faces many unsolved problems; but the community of practitioners makes little attempt to develop the theory towards solutions of the problems, shows no concern for attempts to evaluate the theory in relation to others, and is selective in considering confirmations and non confirmations."
30. ↑  Laudan L (1996) "The demise of the demarcation problem" in Ruse, Michael, But Is It Science?: The Philosophical Question in the Creation/Evolution Controversy  pp. 337–350.
31. ↑  McNally RJ (2003) Is the pseudoscience concept useful for clinical psychology? （页面存档备份，存于） The Scientific Review of Mental Health Practice, vol. 2, no. 2（Fall/Winter 2003）
32. ↑  . . Oxford English Dictionary. Pseudoscientific – pretending to be scientific, falsely represented as being scientific
33. ↑  . .   [2014-01-05]. （原始内容存档于2009-02-01）.
34. ↑  Marsha Hanen , Margaret Osler. . : ix  [2017-02-14]. ISBN 978-0889201002. （原始内容存档于2020-11-27）.
35. ↑  Humphrey Taylor. .   [2007-01-05]. （原始内容存档于2007-01-11）.
36. ↑  . National Science Foundation.   [2007-01-05]. （原始内容存档于2011-12-30）.
37. ↑  . . Microsoft. 2008  [2007-08-28]. （原始内容存档于2009-11-01）. Scientists have long rejected the principles of astrology, but millions of people continue to believe in or practice it.
38. ↑  Bufe, Chaz. . See Sharp Press.   [2014-01-05]. （原始内容存档于2019-02-14）.
39. 1 2 3 4 5 6 7 8  Popper, Karl (1963) Conjectures and Refutations.
40. 1 2  Thagard PR (1978) "Why astrology is a pseudoscience"（1978）
41. ↑  Popper KR op. cit.
42. ↑  Robert T. Carroll. . From Abracadabra to Zombies. Robert T. Carroll. 2011  [2014-01-06]. （原始内容存档于2020-12-09）.
43. ↑  National Science Board. . Science and Engineering Indicators 2006. National Science Foundation. Belief in Pseudoscience (see Footnote 29). 2006  [3 March 2010]. （原始内容存档于2011-12-30）.
44. ↑  e.g. Gauch (2003) op cit at 211 ff（Probability, "Common Blunders"）
45. ↑  Paul Montgomery Churchland, Matter and Consciousness: A Contemporary Introduction to the Philosophy of Mind（1999）MIT Press. p.90 （页面存档备份，存于）. "Most terms in theoretical physics, for example, do not enjoy at least some distinct connections with observables, but not of the simple sort that would permit operational definitions in terms of these observables. [..] If a restriction in favor of operational definitions were to be followed, therefore, most of theoretical physics would have to be dismissed as meaningless pseudoscience!"
46. ↑  Gauch HG Jr.（2003）op cit 269 ff, "Parsimony and Efficiency"
47. ↑  Hines T (1988) Pseudoscience and the Paranormal: A Critical Examination of the Evidence Buffalo NY: Prometheus Books. ISBN 978-0-87975-419-8
48. ↑  Donald E. Simanek, What is science? What is pseudoscience? （页面存档备份，存于）
49. ↑  Lakatos I (1970) "Falsification and the Methodology of Scientific Research Programmes." in Lakatos I, Musgrave A (eds) Criticism and the Growth of Knowledge pp 91-195; Popper KR (1959) The Logic of Scientific Discovery
50. ↑  e.g. Gauch (2003) op cit at 178 ff（Deductive Logic, "Fallacies"）, and at 211 ff（Probability, "Common Blunders"）
51. ↑  Macmilllan Encyclopedia of Philosophy Vol 3, "Fallacies" 174 ff, esp. section on "Ignoratio elenchi"
52. ↑  Macmillan Encyclopedia of Philosophy Vol 3, "Fallacies" 174 'ff esp. 177-178
53. ↑  Bunge M (1983) Demarcating science from pseudoscience Fundamenta Scientiae 3:369–388, 381
54. ↑  Thagard (1978)op cit at 227, 228
55. ↑  Lilienfeld SO (2004) Science and Pseudoscience in Clinical Psychology Guildford Press (2004) ISBN 978-1-59385-070-8
56. ↑  Ruscio J (2001) Clear Thinking with Psychology: Separating Sense from Nonsense, Pacific Grove, CA: Wadsworth.
57. ↑  Gitanjali, B.  (PDF). Journal of postgraduate medicine. 2001, 47 (3): 210–4  [2014-01-07]. PMID 11832629. （原始内容 (PDF)存档于2004-07-17）.; Lilienfeld (2004) op cit For an opposing perspective, e.g. Chapter 5 of Suppression Stories by Brian Martin（Wollongong: Fund for Intellectual Dissent, 1997）, pp. 69-83. （页面存档备份，存于）
58. ↑  Ruscio (2001) op cit.
59. 1 2  Gauch (2003) op cit 124 ff"
60. ↑  National Center for Science Education （页面存档备份，存于）. Retrieved on 21-05-2010.
61. ↑  Royal Society statement on evolution, creationism and intelligent design （页面存档备份，存于）.
62. ↑  Rothstein 2004，第110頁; Bigliardi 2016，第666頁.
63. ↑  Lewis 2012，第136頁.
64. ↑  Lakatos I (1970) "Falsification and the Methodology of Scientific Research Programmes." in Lakatos I, Musgrave A（eds.）Criticism and the Growth of Knowledge 91–195; Thagard (1978) op cit writes: "We can now propose the following principle of demarcation: A theory or discipline which purports to be scientific is pseudoscientific if and only if: it has been less progressive than alternative theories over a long period of time, and faces many unsolved problems; but the community of practitioners makes little attempt to develop the theory towards solutions of the problems, shows no concern for attempts to evaluate the theory in relation to others, and is selective in considering confirmations and disconfirmations."
65. ↑  Hines T, Pseudoscience and the Paranormal: A Critical Examination of the Evidence, Prometheus Books, Buffalo, NY, 1988. ISBN 978-0-87975-419-8. Thagard (1978) op cit 223 ff
66. ↑  Ruscio J (2001) op cit. p120
67. ↑  Scientists Confront Velikovsky（1976）Cornell University
68. ↑  The Structure of Scientific Revolutions（1962）
69. ↑  Devilly, GJ. . Australia and New Zealand Journal of Psychiatry. 2005, 39 (6): 437–445. doi:10.1080/j.1440-1614.2005.01601.x.
70. ↑  e.g. archivefreedom.org （页面存档备份，存于） which claims that "The list of suppressed scientists even includes Nobel Laureates!"
71. ↑  Devilly (2005) op cit. e.g. Philosophy 103: Introduction to Logic Argumentum Ad Hominem （页面存档备份，存于）.
72. ↑  . YourDictionary.com.   [17 June 2019]. （原始内容存档于2023-11-06）.
73. ↑  . NeuroLogica Blog. 2007-03-08  [2020-04-07]. （原始内容存档于2023-11-06）.
74. ↑  Riffenburgh, R. H. . Boston: Academic Press. 1999: 196. ISBN 0-12-588560-1.
75. ↑  Sagan, Carl; Ann Druyan. . . Ballantine Books. 1997. ISBN 0-345-40946-9.
76. 1 2 3 4  Matute H, Yarritu I, Vadillo MA. . Br J Psychol. 2011, 102 (3): 392–405. PMID 21751996. doi:10.1348/000712610X532210.
77. ↑  National Science Board. 2006. Science and Engineering Indicators 2006 （页面存档备份，存于） Two volumes. Arlington, VA: National Science Foundation（volume 1, NSB-06-01; NSB 06-01A）
78. ↑  National Science Board.  (PDF) 2: A7–14.   [2009-05-03]. （原始内容 (PDF)存档于2009-05-12）.
79. ↑  FOX News. . Fox News Channel. June 18, 2004  [Apr 26, 2009]. （原始内容存档于2009-03-05）.
80. ↑  Taylor, Humphrey. . February 26, 2003  [Apr 26, 2009]. （原始内容存档于2007-01-11）.
81. ↑  the Journal of College Science Teaching
82. ↑  Barry Singer and Victor A. Benassi. "Occult Beliefs: Media Distortions, Social Uncertainty, and Deficiencies of Human Reasoning Seem to be at the Basis of Occult Beliefs." American Scientist , Vol. 69, No. 1（January–February 1981）, pp. 49–55.
83. ↑  Raymond A. Eve and Dana Dunn. "Psychic Powers, Astrology & Creationism in the Classroom? Evidence of Pseudoscientific Beliefs among High School Biology & Life Science Teachers". The American Biology Teacher , Vol. 52, No. 1（Jan., 1990）, pp. 10–21.
84. ↑  （Devilly 2005:439）
85. ↑  Beyerstein, B., and P. Hadaway. 1991. "On Avoiding Folly". Journal of Drug Issues. 20 (4): 689–700.
86. ↑  Lindeman M. . Scandinavian Journal of Psychology. December 1998, 39 (4): 257–65. PMID 9883101. doi:10.1111/1467-9450.00085.
87. ↑  Shermer M, Gould SJ. . New York: Holt Paperbacks. 2002. ISBN 0-8050-7089-3.
88. 1 2  Bird, Alexander. . Psillos, Stathis; Curd, Martin  (编).  (PDF). Abingdon: Routledge. 2008: 9, 14 (pdf)  [2014-01-08]. （原始内容存档 (PDF)于2013-06-01）.
89. ↑  Gauch HG Jr (2003)op cit 3-7.
90. ↑  Newbold D, Roberts J. . Int J Nurs Pract. 2007, 13 (6): 324–30. PMID 18021160. doi:10.1111/j.1440-172X.2007.00646.x.
91. ↑  David Newbold and Julia Roberts, "An analysis of the demarcation problem in science and its application to therapeutic touch theory" in International Journal of Nursing Practice, Vol. 13
92. ↑  Laudan, Larry. . Cohen, R.S.; Laudan, L.  (编). . Boston Studies in the Philosophy of Science 76. Dordrecht: D. Reidel. 1983: 111–127. ISBN 90-277-1533-5. 外部链接存在于|chapter= (帮助)
93. ↑  Alexander Bird,"The Historical Turn in the Philosophy of Science" in Routledge Companion to the Philosophy of Science
94. ↑   （页面存档备份，存于）
95. ↑  Gray, Louise. . The Daily Telegraph (London: TMG). 15 July 2010  [March 13, 2011]. ISSN 0307-1235. OCLC 49632006. （原始内容存档于2014-08-15）.
96. ↑  Makgoba MW. . Vaccine (journal). May 2002, 20 (15): 1899–904. PMID 11983241. doi:10.1016/S0264-410X(02)00063-4.
97. ↑  .   [August 28, 2013]. （原始内容存档于2015-08-18）. Surveys conducted in the United States and Europe reveal that many citizens do not have a firm grasp of basic scientific facts and concepts, nor do they have an understanding of the scientific process. In addition, belief in pseudoscience (an indicator of scientific illiteracy) seems to be widespread among Americans and Europeans.
98. ↑  " .   [August 28, 2013]. A new national survey commissioned by the California Academy of Sciences and conducted by Harris Interactive® reveals that the U.S. public is unable to pass even a basic scientific literacy test.[永久]
99. ↑  .   [August 28, 2013]. （原始内容存档于2013-07-25）.
100. ↑  .   [August 28, 2013]. （原始内容存档于2013-09-11）. In a survey released earlier this year, Miller and colleagues found that about 28 percent of American adults qualified as scientifically literate, which is an increase of about 10 percent from the late 1980s and early 1990s.
101. ↑  范岱年：唯科学主义在中国——历史的回顾与批判，北京大学科学传播中心 （页面存档备份，存于）
102. ↑  1948年7月31日至8月7日，李森科在全苏列宁农业科学院举行《关于生物科学状况》的报告中，宣布“我们不想跟摩尔根主义者讨论。我们将继续揭露他们这些本质上有害的、思想上异己的伪科学倾向的代表人物。”
103. ↑  中国科学院院刊《科学通报》1952年卷：“……1951年间举行的关于有机化学中化学构造理论的全苏联讨论会是苏联化学中的最重要的事件。苏联化学家、物理学家和哲学家尖锐地批评了资产阶级学者底唯心的“共振论”，揭露了它的伪科学本质，并且斥责了有些苏联化学家对这个错误理论所进行的宣传……”
104. ↑  Кисунько Григорий Васильевич. . militera.lib.ru.   [2024-10-25]. （原始内容存档于2011-04-16）.
105. 1 2  C.J. Efthimiou, R. Llewellyn. . 2006. arXiv:physics/0608061  |class=被忽略 (帮助).

## 引述
- Andrews, James Pettit; Henry, Robert.  II. London: T. Cadell and W. Davies. 1796: 87  [2010-10-11].
- Hansson, Sven Ove. . 2008  [2014-01-05]. （原始内容存档于2015-09-05）.
- Shermer, M. . New York: W. H. Freeman and Company. 1997. ISBN 0-7167-3090-1.

## 更多阅读
- Massimo Pigliucci and Maarten Boudry (编). . Chicago: University of Chicago Press. 2013. ISBN 9780226051963.
- Shermer, Michael. . Scientific American. September 2011: 92  [2014-01-05]. （原始内容存档于2016-08-31）.
- Hansson, S.O. . Stanford Encyclopedia of Philosophy. September 3, 2008  [2014-01-05]. （原始内容存档于2015-09-05）.
- Schadewald Robert J. . Xlibris. 2008. ISBN 978-1-4363-0435-1.
- Shermer M, Gould SJ. . New York: Holt Paperbacks. 2002. ISBN 0-8050-7089-3.
- Derksen AA. . J Gen Phil Sci. 2001, 32 (2): 329–350. doi:10.1023/A:1013100717113.
- Wilson F. . Canadian Scholars Press. 2000. ISBN 1-55130-175-X.
- Bauer Henry H. . University of Illinois Press. 2000. ISBN 978-0-252-02601-0.
- Charpak, Georges; Broch, Henri; Translated from the French by Bart K. Holland. . Johns Hopkins University Press. 2004  [2014-01-05]. ISBN 0-8018-7867-5. （原始内容存档于2016-06-24）  Originally published 2002 by Odile Jacob as Devenez sorciers, devenez savants
- Cioffi, Frank. . Chicaco and La Salle, Illinois: Open Court, division of Carus. 1998: 314. ISBN 0-8126-9385-X.
- Hansson, Sven Ove. . Philosophia naturalis. 1996, 33: 169–176.
- Pratkanis, Anthony R. . Skeptical Inquirer. July–August 1995, 19 (4): 19–25  [2014-01-05]. （原始内容存档于2006-12-11）.
- Wolpert, Lewis. . Harvard University Press. 1994. ISBN 0-674-92980-2  Paperback ISBN 978-0-674-92981-4 First published 1992 by Faber & Faber, London.
- Martin M. . Science & Education. 1994, 3 (4): 1573–901. Bibcode:1994Sc&Ed...3..357M. doi:10.1007/BF00488452.[永久]
- Derksen AA. . J Gen Phil Sci. 1993, 24: 17–42. doi:10.1007/BF00769513.[永久]
- Gardner M. . Prometheus Books. 1990. ISBN 0-87975-573-3.

Little, John. . New Scientist. October 29, 1981, 92 (1277): 320  [2014-01-05]. （原始内容存档于2016-06-17）.
- Gardner, Martin.  2nd, revised & expanded. Mineola, New York: Dover Publications. 1957  [2014-01-05]. ISBN 0-486-20394-8. （原始内容存档于2017-02-25）. Originally published 1952 by G.P. Putnam's Sons, under the title In the Name of Science.